# بوسه (فیلم ۱۹۸۸)
«بوسه» (انگلیسی: The Kiss (1988 film)) فیلمی در ژانر ترسناک است که در سال ۱۹۸۸ منتشر شد. از بازیگران آن می‌توان به شاون لوی اشاره کرد.